# Friesischer Berg
Friesischer Berg (dänisch: Friserbjerg; niederdeutsch Friessche Barg) ist ein Stadtteil von Flensburg. Der Stadtteil liegt oberhalb des Flensburger Kirchspiels St. Nikolai und erstreckt sich vom Rande der Flensburger Innenstadt entlang der Friesischen Straße bis nach Handewitt.

## Geschichte
Große Teile des Gebietes gehörten im Mittelalter zum unbebauten Stadtfeld von Flensburg. Wie die Stadt zu ihrem großen unbebauten Stadtfeld kam, wird im Sagenstoff um die fünf bösen Burgherren berichtet. Nach dem Bau der Flensburger Stadtmauer lag der Friesische Berg sowie die angrenzende Westliche Höhe unbefestigt oberhalb der Stadt. Zum Schutz der Stadt wurden dort etwas später oberhalb des Stadtgrabens zum Teil Wallanlagen errichtet. Ansonsten blieb das Gebiet zunächst unbebaut. Aus alten Zeiten befindet sich dort noch der Grabhügel Friedenshügel (Stadtbezirk Friedenshügel). Das einzige Bauwerk des Mittelalters in diesem Bereich, das heute noch existiert, ist die Exe, ein Fest- und Versammlungsplatz. Seit Ende des 19. Jahrhunderts entstand der Museumsberg. 1901 bis 1902 wurde der Alte Wasserturm errichtet und 1911 der Friedhof Friedenshügel angelegt. Die besagten Bauwerke und weitere stehen noch heute dort. Viele von ihnen wurden mittlerweile als Kulturdenkmale des Stadtteils eingetragen. Im innenstadtnahen östlichen Bereich des Stadtteils bestimmen fast durchgehend Altbauten das Stadtbild, während weiter westlich Nachkriegsbauten und moderne Architektur das Stadtbild prägen. Durch den Stadtteil verläuft heutzutage in Ostwestrichtung die Bundesstraße 199 (Zur Exe/Am Friedenshügel) sowie in Nordsüdrichtung die Westtangente. An der Stadtgrenze nach Handewitt hin liegt das kleine Gebiet Schäferhaus, das ebenfalls zum Stadtteil gerechnet wird. Der dort nahegelegene Nonnenberg (Margarethenberg) gehört auch zum Stadtteil.